# 시어도어 셔파이로
시어도어 셔파이로(영어: Theodore Michael Shapiro, 1971년 9월 29일 ~ )는 미국의 영화 음악 작곡가이다. 벤 스틸러, 데이비드 프랭클, 제이 로치 감독의 코미디 영화들의 OST를 다수 작업하였다.

## OST 담당 영화
| 연도 | 제목                       | 감독                   | 비고                        |
| ---- | -------------------------- | ---------------------- | --------------------------- |
| 2005 | 뻔뻔한 딕 & 제인           | 딘 패리소              |                             |
| 2006 | 악마는 프라다를 입는다     | 데이비드 프랭클        |                             |
| 2008 | 피츠버그의 수수께끼        | 로슨 마셜 서버         |                             |
| 2008 | 세미프로                   | 켄트 올터먼            |                             |
| 2008 | 트로픽 썬더                | 벤 스틸러              |                             |
| 2008 | 말리와 나                  | 데이비드 프랭클        |                             |
| 2010 | 윔피 키드                  | 토어 프로이덴탈        |                             |
| 2011 | 더 빅 이어                 | 데이비드 프랭클        |                             |
| 2013 | 게임 체인지                | 제이 로치              | HBO 텔레비전 영화           |
| 2013 | 허당 해적단                | 피터 로드              |                             |
| 2013 | 호프 스프링즈              | 데이비드 프랭클        |                             |
| 2013 | 캠페인                     | 제이 로치              |                             |
| 2013 | 위 아 더 밀러스            | 로슨 마셜 서버         | 루드위그 예란손과 공동      |
| 2013 | 원챈스                     | 데이비드 프랭클        |                             |
| 2013 | 월터의 상상은 현실이 된다  | 벤 스틸러              |                             |
| 2014 | 인피니틀리 폴라 베어       | 마야 포브스            |                             |
| 2014 | 세인트 빈센트              | 시어도어 멜피          |                             |
| 2015 | 스파이                     | 폴 피그                |                             |
| 2015 | 트럼보                     | 제이 로치              |                             |
| 2015 | 인턴                       | 낸시 마이어스          |                             |
| 2016 | 쥬랜더 2                   | 벤 스틸러              |                             |
| 2016 | 센트럴 인텔리전스          | 로스 마셜 서버         | 루드위그 예란손과 공동 작업 |
| 2016 | 고스트버스터즈             | 폴 피그                |                             |
| 2017 | Snatched                   | 조너선 러빈            |                             |
| 2017 | 캡틴 언더팬츠              | 데이비드 소렌          |                             |
| 2018 | 부탁 하나만 들어줘         | 폴 피그                |                             |
| 2018 | 디스트로이어               | 카린 쿠사마            |                             |
| 2019 | 라스트 크리스마스          | 폴 피그                |                             |
| 2019 | 밤쉘: 세상을 바꾼 폭탄선언 | 제이 로치              |                             |
| 2019 | 스파이 인 디스가이즈       | 닉 브루노, 트로이 퀘인 |                             |
| 2020 | 트롤 월드 투어             | 월트 돔                |                             |